# Anna-Maria Zimmermann

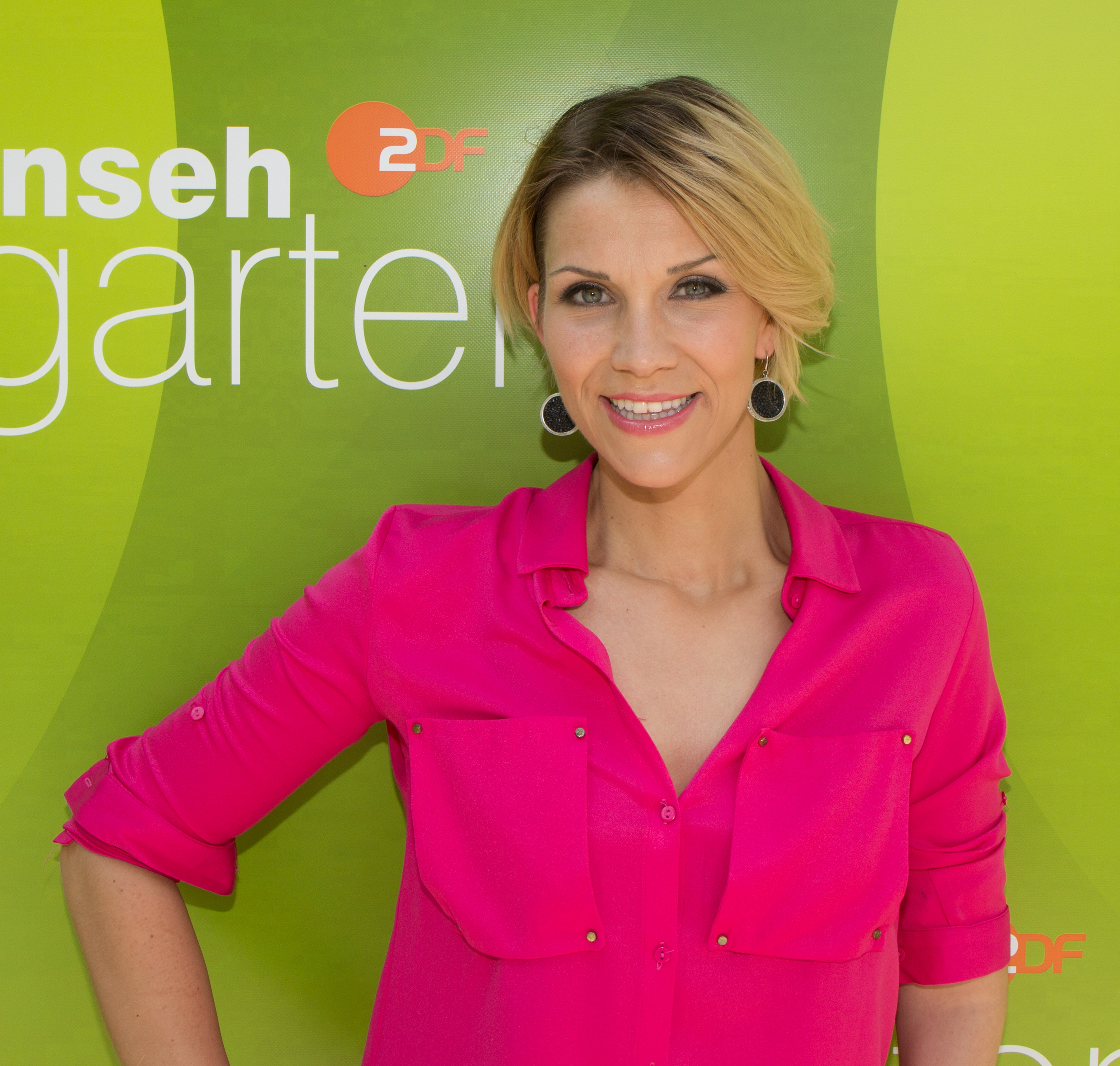
2018

Anna-Maria Zimmermann (n. 14 decembrie 1988 în Gütersloh) este o cântăreață germană, care a devenit mai cunoscută în primăvara anului 2006, când a candidat la concursul muzical "Deutschland sucht den Superstar" (DSDS) („Germania caută un Superstar”). În toamna anului 2007 a început să cânte ca solistă. În octombrie 2010, se prăbușește cu un elicopter, suferind un accident grav.

## Discografie

### Singles
- 2008: Wer ist dieser DJ?
- 2009: Lust am Leben (Ballermann Hits am Balkan)
- 2009: 1000 Träume weit (Torneró)
- 2009: Zum Teufel mit dem Kerl (Album-Song)
- 2010: Hurra wir leben noch
- 2010: Frei sein